# ليفا بيتس
ليفا بيتس هي مصارعة محترفة أمريكية ولدت في 21 مايو 1983، تعمل حالياً في آول إليت ريسلينغ.

## روابط خارجية
- ليفا بيتس على موقع CageMatch worker (الإنجليزية)
- ليفا بيتس على موقع عالم المصارعة على الإنترنت (الإنجليزية)
- ليفا بيتس على موقع عالم المصارعة على الإنترنت (الإنجليزية)